# Castianeira alteranda
Castianeira alteranda là một loài nhện trong họ Corinnidae.
Loài này thuộc chi Castianeira. Castianeira alteranda được Willis J. Gertsch miêu tả năm 1942.